# Iatagã

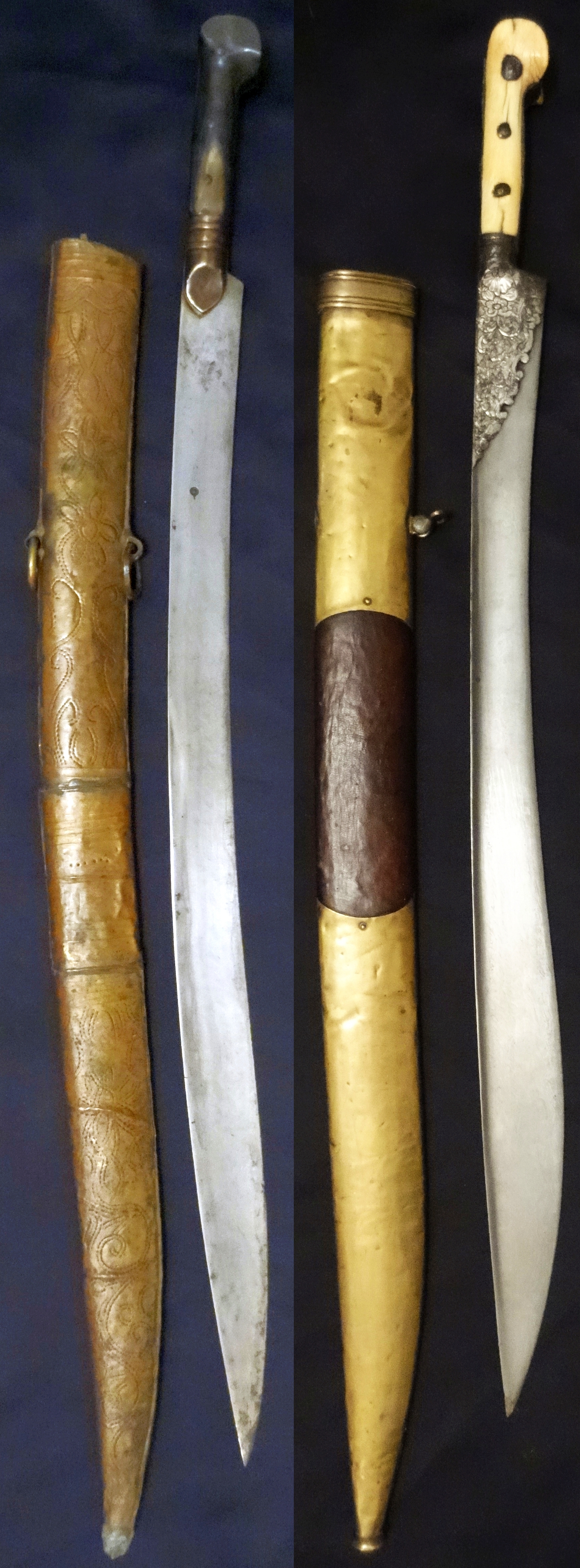
Iatagã

O iatagã (também chamado de atagã) é um facão longo ou espada curta, desprovido de guarda e cuja lâmina descreve uma curva em dois sentidos diferentes (um côncavo e outro convexo), o que potencia a usa utilização tanto como arma cortante, como perfurante.
Originária do próximo Oriente, trata-se de uma arma muito utilizada pelos muçulmanos para execuções ou em combate, foi a espada de eleição da infantaria turca. Os iatagãs empunhados pelos janízaros do século XVI ao XIX, mais curtos e ligeiros, por sinal, chamavam-se varsak.
A palavra iatagã, vem do turco «yātāgān», que significa faca.

## Feitio
É uma arma branca, corto-perfurante, de dois gumes. A lâmina é côncava perto da empunhadura e convexa perto da ponta, configurando uma espécie de S. O lado côncavo é o lado cortante e o lado convexo é o pontiagudo. A arma denota uma maior robustez na ponta, o que leva a supor que foi ideada para funcionar primeiramente como uma arma de estocada. A lâmina pode estar decorada com gravuras, seja do nome do dono ou com termos evocativos religiosos, como Alá, Maomé ou versos do Alcorão.
No que respeita às suas dimensões, o tamanho varia, mas, geralmente,tem o comprimento total de 71 cm,sendo o comprimento da baioneta de 69 cm e o comprimento da lâmina 57 cm. Pesa à volta de 850 gramas.
No que toca à empunhadura, importa notar que não tem guarda-mão e que o cabo é estilo faca, ou seja, é constituído por duas placas tachadas de cada lado da empunhadura, ao contrário do que acontece nas espadas, em que o cabo costuma ser uma peça inteiriça da empunhadura. As placas do cabo das empunhaduras, dependendo da região e da disponibilidade financeira do dono, costumam ser de osso, madeira, marfim, coral, madrepérola, nácar ou o jade, com ou sem rebordos em filigrana de prata ou pedras preciosas incrustadas, quando se tratem de modelos de gala, para usar em desfiles, paradas militares ou em cerimónias aristocráticas e palacianas.
Na empunhadura não há um pomo propriamente dito, do sítio onde o pomo deveria estar despontam duas protuberâncias chamadas «orelhas», mercê do seu formato sugestivo, que servem para que não escorregue para fora da mão. Em rigor, este remate da empunhadura, ou pomo atípico, é alusivo ao formato do fémur de ovelha, que terá sido o material usado no fabrico das primeiras empunhaduras dos iatagãs. Dessarte, assim se depreende que  além do motivo prático já enunciado antes, há também motivos tradicionais, associados à manutenção deste formato peculiar do remate da empunhadura.  

## Origens

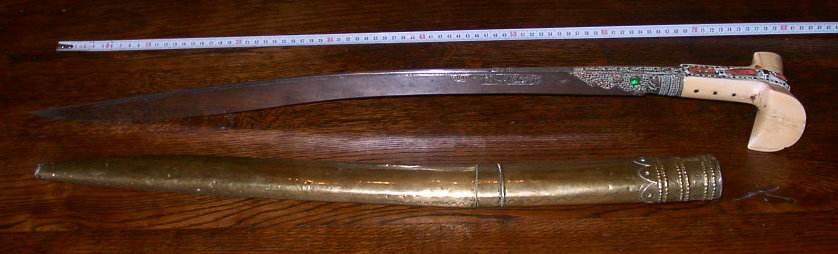
Iatagã ornamental, com remate da empunhadura tradicional em forma de fémur de ovelha

Esta arma é originária da Turquia, mas sempre figurou como descendente do sabre turco-mongol, por virtude das suas folhas curvas, herdadas das espadas das tribos nómadas que assentaram arraiais nos Balcãs, Rússia, Índia e Turquestão, vindas das estepes da Mongólia. Em todo o caso, também evidencia características herdadas da cópis da Grécia Antiga (a lâmina côncava, que se prestava tanto ao corte como à estocada, é emblemática das cópis e das falcatas ibéricas).
Inobstante, há indícios que sugerem que o iatagã poderá ter nascido dos sabres da Ásia Central ou dos povos turcos da Anatólia, dos séculos VII ao século XIII. Em respaldo desta tese, ressalta a semelhança entre o nome iatagã e catagã (Katagan), localidade cazaque, juntamente com a descoberta nesse local de armas da Idade do Bronze, de folha similar à dos iatagãs, o que tem levado alguns autores a supor que a origem do iatagã possa ter sido nestas paragens da Ásia central. Esta tese conhece corroboração pela existência de outras armas brancas asiáticas de perfil semelhante ao iatagã, como a kukri nepalesa e o kanjar indiano.
Segundo a tradição popular, o iatagã terá sido inventada por um comandante e alfageme seljúcida, chamado Osman Bey, que tomou a cidade de Iatagã (Yatağan), naquela que é a actual província de Denizli. Dessa feita, Osman ganhou a alcunha Baba Yatagã (pai Iatagã). À faca concebida por este alfageme também se deu o nome da cidade, que o cognominou: iatagã.

## História
O iatagã propriamente dito foi um fruto emblemático da cultura do Império Otomano, assumindo-se como a sua arma de mão mais característica. A cimitarra tipo kilij, embora também seja uma arma emblematicamente otomana, é, na verdade, uma forma arquetípica de espada de cavalaria, com lâmina recurva, que foi engendrada pelo bloco étnico turco-mongol a partir do século III,  e que, por isso se encontrava presente na panóplia de todos os exércitos das várias companhia estatais que alguma vez foram constituídas por turcos, como: o Império seljuque; o sultanato mameluco; o império mogul e, naturalmente, também o império otomano. Por isso é que alguns autores, como por exemplo Nada Vujadinovic, consideram que o iatagã é mais característico do império otomano do que a kilij.

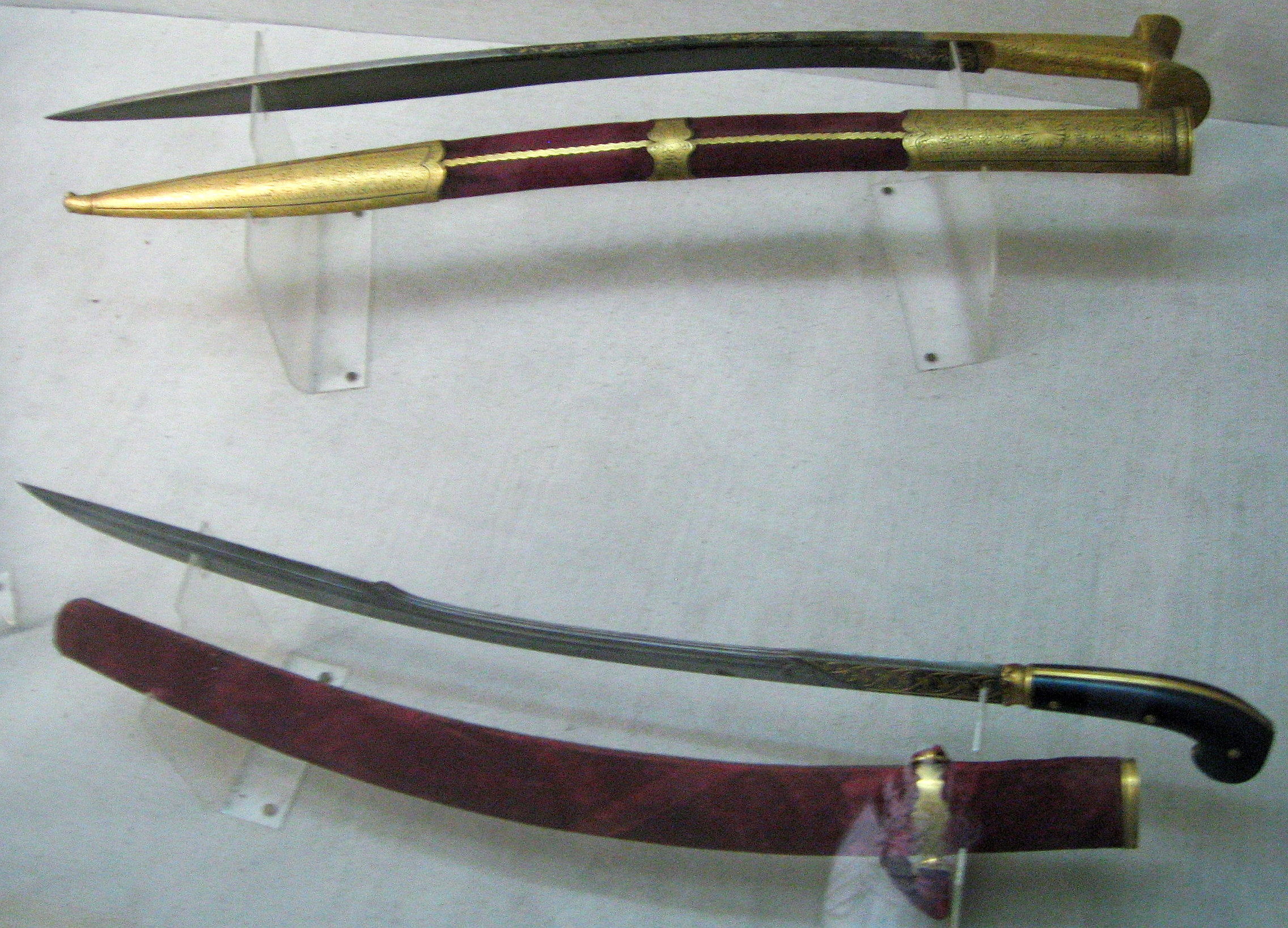
Iatagãs dos séculos XVIII e XIX, em exibição no Imperial Armeiro de Topkapi

Enquanto espada curta, o iatagã aprestava-se tanto a poder ser usado por civis fosse para auto-defesa ou para duelos, como por militares, enquanto arma de recurso, quando não pudessem ou devessem lançar mão do sabre longo ou da arma de fogo.
Um dos exemplares mais antigos, hoje conservado no Armeiro imperial de Topkapi, em Istambul, foi elaborado pelo alfageme Ahmed Tekelü para o sultão Solimão, o Magnífico (1522-1560), por volta de 1526/1527. A maior parte dos outros exemplares ainda hoje conservados nesse museu datam do período de 1750 a 1860. Na altura, procurou-se encurtar a cimitarra turca, a kilij, para obter uma arma mais eficaz e lesta para as escaramuças, relegando a shamshir, de fabrico persa, ao papel de "espada longa".
No século XVII, o iatagã era mais uma arma cerimonial do que uma arma de uso campal. Tendo dito isto, se as circunstâncias o fizessem necessitar, nada impediria os janízaros de lançar mão do iatagã, para lhe dar uso. Em rigor, o iatagã nunca deixou de ser plenamente uma arma e, fosse qual fosse a estirpe social do seu portador, mesmo que se tivesse popularizado com adereço ornamental, poderia sempre ser desembainhado para  combater.

## Baionetas

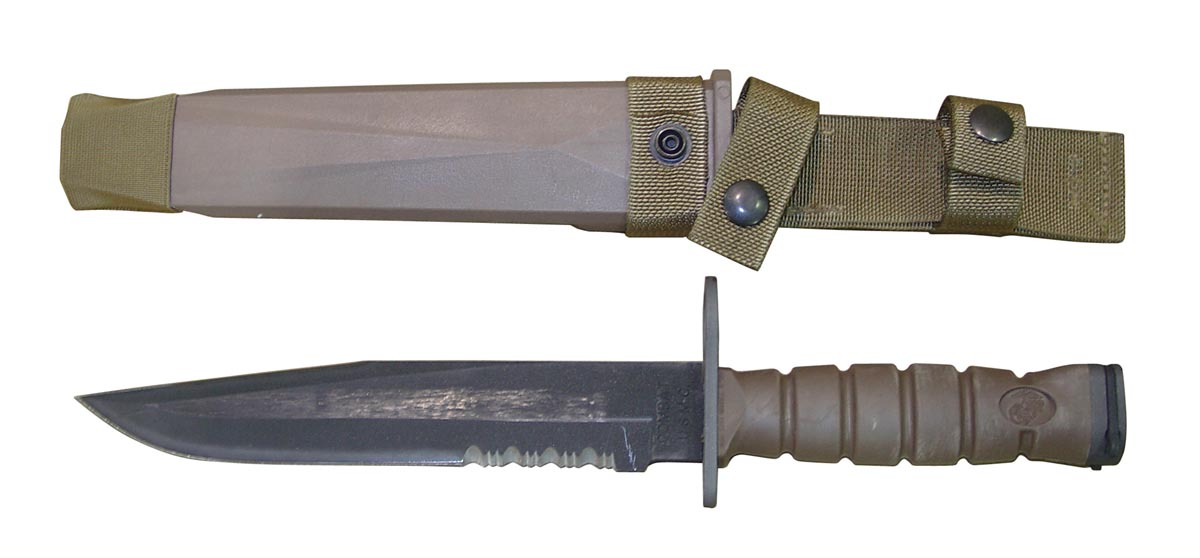
Baioneta OKC-3S com folha de estilo iatagã - fabricada pela "Ontario Knife Company".

O iatagã foi adaptado como baioneta, pela primeira vez, pelos franceses, para equipar as novas carabinas dos "Caçadores de Vincennes", um corpo de atiradores de elite, formados durante o regime de Napoleão III, na segunda metade do século XIX. 
Posteriormente, o, então, novo  fuzil Chassepot  foi equipado com este novo tipo de baioneta e, daí por diante, em todos os fuzis do Exército francês.
A eficácia desta forma particular de baioneta foi largamente contestada pelos teóricos da oplologia e estratégia militar, que entendiam que os grandes méritos do iatagã, a sua lâmina bicurva, que se presta a movimentos habéis de pulso, se menoscabava totalmente, ao ser posta na ponta de uma arma, onde se tornava pesada e difícil de manobrar lestamente.